# راجاخرا
راجاخرا (به انگلیسی: Rajakhera) یک منطقهٔ مسکونی در هند است که در بخش دهپلور واقع شده‌است. راجاخرا ۳۳٬۶۶۶ نفر جمعیت دارد.